# Alejandro Granda Relayza
Alejandro Granda Relayza (Callao, 26 de noviembre de 1898 - Lima, 3 de septiembre de 1962). fue un tenor peruano, considerado por sus aptitudes vocales y escénicas el mejor de América. Es la figura máxima de la lírica peruana y la que mereció mayor reconocimiento mundial.

## Biografía
Conocido internacionalmente como Alessandro Granda, fue hijo de Vicente Granda y de Teresa Relayza. En su juventud se desempeñó como maquinista en un barco de la Compañía Peruana de Vapores, afincado en el puerto del Callao, hasta alcanzar el grado de cuarto maquinista de la Marina Mercante del Perú. Tenía la costumbre de cantar en la cubierta de los buques en los que trabajaba junto a sus amigos. En una de estas ocasiones es escuchado por casualidad por el capitán de la marina, Manuel Torrico, imitando una grabación de opera que había oído. El Cap. Torrico quedando admirado y le dijo: "Muchacho, tienes una gran voz... yo voy a ayudarte" y lo llevó a la afamada compositora y música, Rosa Mercedes Ayarza para que le diese apoyo. 
De su mano, Granda debutó con gran éxito el 9 de octubre de 1924, en el Teatro Forero, espacio que fuera construido entre 1916 y 1920, por el ingeniero italiano Alfredo Viale y en 1929, se convirtió en el Teatro Municipal de Lima. Su primera presentación pública creó en torno del cantante un movimiento de simpatía que llegó a las esferas oficiales, es así que la compositora lo presenta con el entonces presidente de la república Augusto B. Leguía quien, diciendo: "El Perú también tiene un Caruso", le otorgó una beca integral para educar sus aptitudes vocales en Italia, ya que su país no podía ofrecerle las posibilidades de desarrollarse artísticamente.

## El viaje a Italia
En 1924, el cantante viajó a Milán, donde desarrolló sus facultades vocales en el Conservatorio Giuseppe Verdi de la ciudad, con los profesores Alfredo Cecchí y Arnaldo de Marzi, quienes lo entrenaron a fin de presentarse ante el público italiano. Se estrenó con la ópera Iris de Mascagni, en el Teatro Social de Como, el 26 de febrero de 1927, bajo la dirección del maestro Giacomo Armani. Siguió entonces una larga y fructífera carrera, durante la cual cantó con creciente éxito en los teatros Carlo Felice de Génova, San Carlo de Nápoles, La Fenice de Venecia, Massimo de Palermo, Regio de Parma, Comunal de Bolonia y muchos otros de Italia. Posteriormente cantó en escenarios de Madrid, Barcelona, San Sebastián, Bilbao, Valencia, Lisboa, Oporto, París, Vichy, Montecarlo, Leipzig, Hamburgo, Bremen, Múnich, Baden-Baden, Breslavia y en algunas ciudades de Letonia, Estonia, Finlandia, Rumania, Hungría y Egipto. 
Su consagración artística la alcanzó en el Teatro La Scala de Milán, al ser elegido por Toscanini para el estreno en Italia del Salmo húngaro de Zoltán Kodály, en 1928. Con el mismo maestro cantó Rigoletto, en compañía de Toti dal Monte y Carlo Galeffi. Además, Granda fue el primer tenor en grabar una ópera completa llevando a los surcos de 78 revoluciones la ópera Tosca. Consagrado por el público europeo como uno de los sucesores de Enrico Caruso, volvió al Perú en 1932. Recibió fervorosas manifestaciones, que se sucedieron en numerosos conciertos y espectáculos líricos. La única temporada de ópera que dio Granda en Lima fue en 1933 con Tosca, en el Teatro Segura, al lado de la soprano peruana María Elena Campos. Fue un lleno total, tanto que se derrumbó la escalera de la cazuela.

## Últimos años
En 1932, viajó a Chile contratado para cantar Tosca, La traviata, Lucia di Lammermoor, La bohème, Mefistofele, Rigoletto e Iris; vuelve en 1946 para cantar Carmen de Bizet. En 1934, llegó a los Estados Unidos y pasó nuevamente a Italia, donde permaneció en constante actividad hasta el término de la Segunda Guerra Mundial. Consagrado a la enseñanza, permaneció algunos meses en Estados Unidos y México hasta su segundo regreso al Perú en 1946. A sus condiciones vocales el tenor Alejandro Granda agregaba una rica experiencia escénica, desarrollada en su vasto repertorio lírico. De temperamento apasionado, su carácter se ajustaba perfectamente al tipo de ópera verista en el que ganó sus mejores aplausos. En 1947, el gobierno le confirió la Orden del Sol del Perú, en mérito a sus excelentes calidades artísticas. A la postre fue incorporado al Conservatorio Nacional de Música como maestro de canto. 
Alejandro Granda, murió sorpresivamente de un derrame cerebral en septiembre de 1962 y fue sepultado con todos los honores en el Cementerio Baquíjano, de su ciudad natal, el puerto del Callao.

## Legado
En 2005, el Gobierno Regional del Callao inauguró el teatro municipal en honor al tenor peruano.

## Discografía
- Alessandro Granda: Arias and Songs
- Madama Butterfly: Granda, Pampanini, Vanelli. Chorus and Orchestra of La Scala, Milan Lorenzo Molajoli 1929
- Tosca: Granda, Scacciati, Molinari. Chorus and Orchestra of La Scala, Milan Lorenzo Molajoli 1929
- La Gioconda: Granda, Arangi-Lombardi, Rota. Chorus and Orchestra of La Scala, Milan Lorenzo Molajoli 1931